# Maki Murakami
Maki Murakami (村上真紀, Murakami Maki, Otaru, 24 mei) is een Japans mangaka. Ze is vooral bekend voor de yaoi manga Gravitation. Dit was de eerste moderne yaoi manga die populair werd in het Westen, waar het tot een ware yaoi hype leidde.

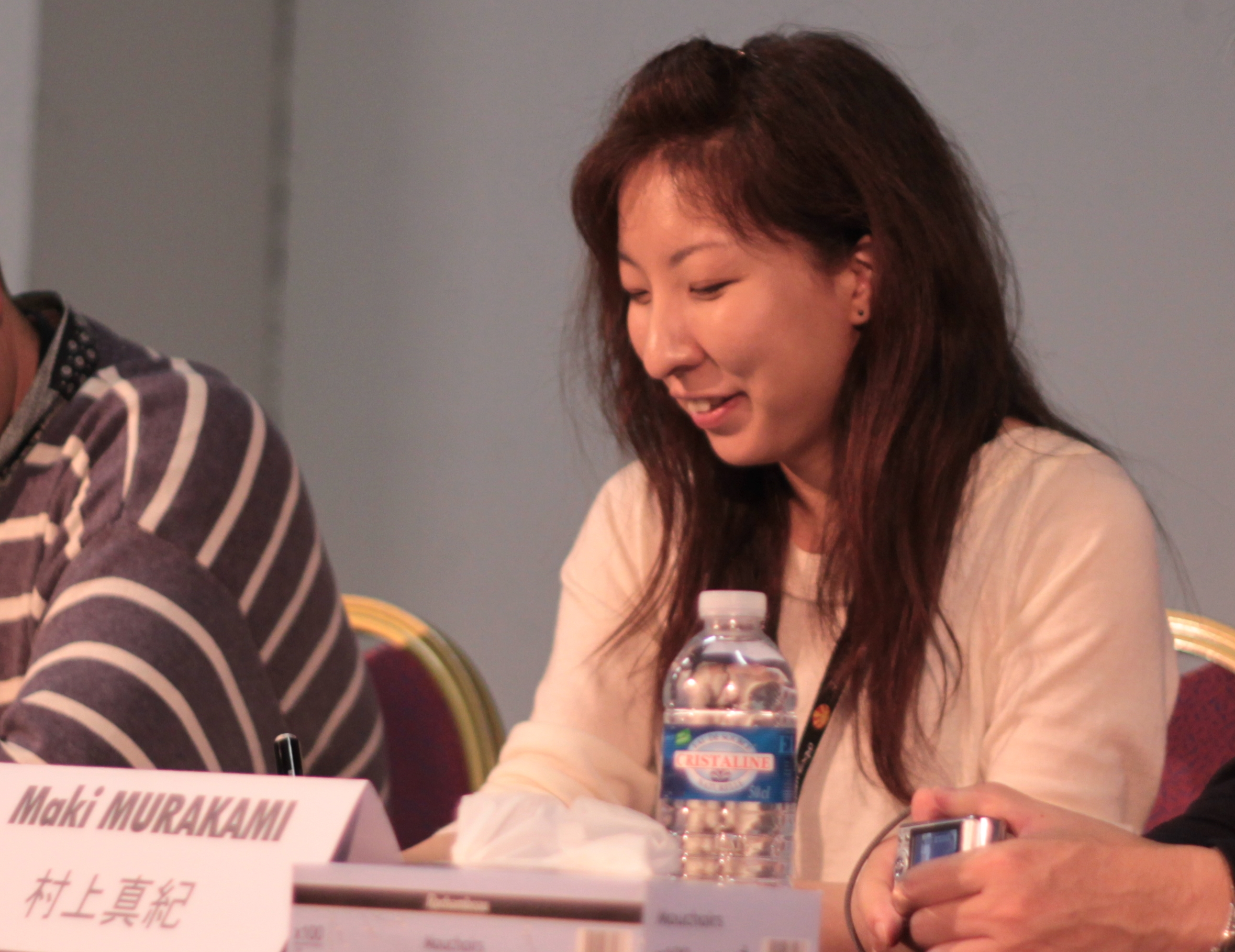
Maki Murakami in 2010

Murakami begon haar carrière als assistent voor de hentai-tekenende oudere zus van een van haar vrienden tijdens het middelbaar. Zelf tekende ze verscheidene dojinshi over muzikanten.
Naast Gravitation tekende ze ook Gamerz Heaven en Kanpai. Beiden werden naar het Engels vertaald. Murakami maakte ook verschillende erotische dojinshi's op basis van haar eigen werk. Deze werden uitgegeven door haar dojinshi cirkel: Crocodile Avenue. Enkele voorbeelden zijn Gravitation Remix 1-12, Gravitation Megamix EST, Gravitation Megamix Panda, Gravitation Megamix Kumagoro, Gravitation Megamix Capybara, Kanpai! DJ: Unapai en Gamerz Heaven DJ: Director's Cut.

## Oeuvre
- Gravitation (1996–2002, Gentosha)[3][4]
- Kanpai! (2001, Gentosha)[5][6]
- Gamerz Heaven (2003–2005, uitgegeven in Comic Blade, Mag Garden)[7][8]
- Gravitation Ex (2007–2011, Gentosha)[9]

- Bibliothèque nationale de France: cb14646942f (data)
- Gemeinsame Normdatei: 1105219860
- International Standard Name Identifier: 0000 0000 6311 0910
- Library of Congress Control Number: n2004042868
- Bibliotheek van het Japanse parlement: 00406422
- Nationale Bibliotheek van Tsjechië: ola2009507801
- Nationale Bibliotheek van Israël: 987007317349705171
- Virtual International Authority File: 69189486
- WorldCat: E39PBJwdcCKPh6rkd6wtQcbWXd